# Alex Freiheit
Alex Freiheit, właściwie Aleksandra Anna Dudczak (ur. 6 grudnia 1990 w Gnieźnie) – polska performerka, wokalistka, aktorka i poetka; członkini duetu Siksa.

## Życiorys
Ukończyła studia kulturoznawcze (specjalność – filmoznawstwo) na Uniwersytecie Mikołaja Kopernika w Toruniu. Studiowała tam także ochronę dóbr kultury. Mieszka w Gnieźnie, gdzie zajmuje się animacją życia kulturalnego. Pracowała w Muzeum Początków Państwa Polskiego w Gnieźnie na stanowisku ds. kontaktów z mediami. Organizowała także lokalne protesty przeciwko zaostrzeniu prawa aborcyjnego.
Wraz z basistą Piotrem „Burim” Buratyńskim w 2014 utworzyła w Toruniu punkowo-performerski zespół Siksa. W swojej twórczości poza śpiewem posługuje się melorecytacją i krzykiem; jej środki wyrazu bywają uznawane za radykalne. W swojej twórczości zajmuje się stereotypami płciowymi, faszyzacją i językiem nienawiści w przestrzeni publicznej, przemocą wobec kobiet, problematyką feministyczną.
Występuje także w spektaklach teatralnych – jako Kordianka w „Kordianie” Teatru Polskiego w Poznaniu (reż. Jakub Skrzywanek), w roli tytułowej w „Kaspar Hauser” w Teatrze Współczesnym w Szczecinie (wraz z Buratyńskim i Konstantym Usenką napisali także muzykę).
Publikuje bądź publikowała m.in. w „Dwutygodniku”, „Gazecie Magnetofonowej”.
Jako Siksa została wyróżniona „Królikiem” – Nagrodą Kulturalną Miasta Gniezna (2017), Paszportem „Polityki” w kategorii muzyka popularna (2021). Była także nominowana w kategorii Album Roku Muzyka Poetycka do nagrody Fryderyki 2019 za Stabat Mater Dolorosa oraz Fryderyki 2021 za album Zemsta na wroga.

## Dyskografia
Siksa
- Punk Ist Tot (2017)
- Newspeak (2017)
- Stabat Mater Dolorosa (2018)
- Palemosty nielegal (2019)
- Zemsta na wroga (2020)
- Poskromienie złośnicy (2022)
- Szmery w sercu (2022)

## Publikacje książkowe
- Natalia ist sex. Alex ist Freiheit. Korporacja Ha!art, 2018, s. 104, seria: Poetycka pod redakcją Mai Staśko. ISBN 978-83-65739-48-3.
- Cudowne i pożyteczne / The Uses Of Enchantment, 2021, s. 52, Fundacja Tone – Muzyka i Nowe Formy Sztuki. ISBN 978-83-958806-1-2
- ...a diablica gruchnie basem / “…and the She-Devil bangs with a bass, 2023, s. 80, Girls and Queers to the Front, ISBN 978-83-963563-4-5